# Nadia Birkenstock

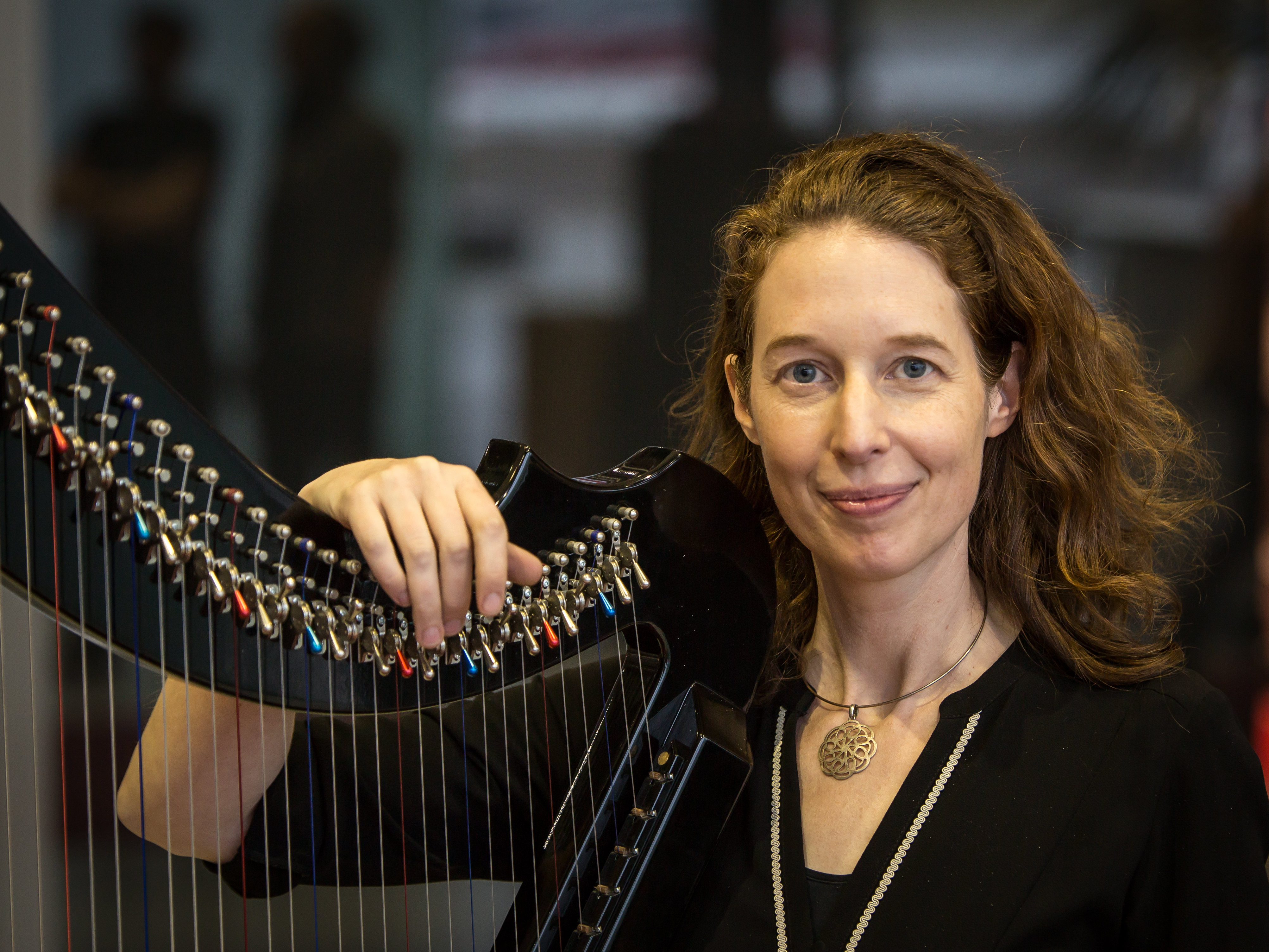
Nadia Birkenstock auf der Internationalen Kulturbörse Freiburg 2018

Nadia Birkenstock (* in Solingen, Nordrhein-Westfalen) ist eine deutsche Sängerin und Musikerin. Als Musikinstrument spielt sie die keltische Harfe.

## Diskografie
- 2001: Emerald Isles (SSI)
- 2003: Wandering between the Worlds (SSI) mit Sarath Ohlms – Perkussion; Bernd Roth – Akkordeon, Bandoneon; Claus von Weiß – Gitarre
- 2006: Winter Tales (Laika Records, Rough Trade) mit Sebastian Fuhrmann - Percussion, Vibraphon, Hackbrett; Gabriele Steinfeld - Fiddle, Violine; Elisabeth Wand - Violoncello; Claus von Weiß - Whistles, Gitarre, Concertina; Ulrike von Weiß - Orgel
- 2008: Strange new Land (Laika, Rough Trade)
- 2011: Der verzauberte See als Spoken Word Poetry (auf Deutsch)
- 2011: The Enchanted Lake als Spoken Word Poetry (auf Englisch)
- 2013: The Glow Within (Laika, Rough Trade) im Duo mit Steve Hubback
- 2019: Whispering Woods (Laika, Rough Trade) mit Thomas Vogt – Gitarre, Percussion (tracks 3, 10, 13)
- 2024: A Light So Bright (Adriana Records) mit Roxane Genot – Violoncello, Mittelalter-Glocken, Jens Kommnick – Gitarre und Ralf Kleemann –  Querflöte, Low Whistle, Percussion

### Weitere Veröffentlichungen
- 2007: Les Berceuses de Coline (eine Auftragsproduktion für die französische Firma „Grandir Nature“)